# Thomas Thumm
Thomas Thumm (* 1977 in Annaberg-Buchholz) ist ein deutscher Politiker (AfD). Er ist seit 2019 Mitglied des Sächsischen Landtags.

## Leben
Thumm besuchte eine Polytechnische Oberschule, die im Zuge der Wiedervereinigung in eine Mittelschule umgewandelt wurde. Er schloss diesen Bildungsweg 1994 mit dem Realschulabschluss ab und absolvierte danach bis 1998 eine Berufsausbildung zum Kfz-Mechaniker. Bis 2001 arbeitete er im erlernten Beruf und erwarb parallel 2001 durch den Besuch eines Abendgymnasiums die Fachhochschulreife. Es schloss sich von 2004 bis 2010 ein Fernstudium des Wirtschaftsingenieurswesens an einer Fachhochschule an.
Von 2001 bis 2019 war Thumm als angestellter Vertriebsleiter bei einer Firma für Antriebssysteme in Sachsen tätig. Diese Tätigkeit ruht seit Januar 2020. Parallel ist Thumm selbstständiger Geschäftsführer einer, ebenfalls seit Einzug in den Landtag ruhenden, Forst- und Dienstleistungsgesellschaft.
Thumm ist evangelisch, verheiratet, und Vater von zwei Kindern.

## Politik
Thumm ist seit 2009 gewählter Gemeinderat/ Stadtrat und seit 2024 Mitglied des Kreistages im Erzgebirge.  Im Jahre 2017 trat Thumm in die AfD ein. Im Wahlkreis Erzgebirge 3 gewann bei der Landtagswahl in Sachsen 2019 das Direktmandat mit 34,4 Prozent. Bei der Landtagswahl 2024 sicherte er sich mit 46,5 Prozent erneut das Direktmandat und somit den Wiedereinzug in den Sächsischen Landtag.
Als Abgeordneter wurde er zum Beisitzer im Fraktionsvorstand der AfD gewählt, ist stellvertretender Vorsitzender im Ausschuss  für Wirtschaft, Arbeit, Energie und Klimaschutz und Regionalpolitischer Sprecher der Fraktion.
Im Jahr 2021 wurde Thumms Bürgerbüro in Schwarzenberg mehrfach zum Ziel von Sachbeschädigungen mit mutmaßlich politischem Hintergrund.